# Никола Ботев
Никола Стоянов Ботев е български офицер, полковник.

## Биография
Никола Ботев в роден на 14 февруари 1899 г. в Самоков. През 1920 г. завършва Военното училище в София. Служи в 1-ва пехотна софийска дружина, а през 1925 г. е назначен на служба в 25-и пехотен драгомански полк. От 1935 г. служи в 1-ви пограничен участък, а от 1938 г. в 6-и пехотен търновски полк, след което от 1940 г. в 1-ви пехотен софийски полк.
От 1942 г. работи като преподавател във Военното училище, а от 1944 г. служи в двадесет и втори пехотен тракийски полк, след което последователно служи в Главното интендантство, и в 1-ва армия.
От 4 декември 1944 г. до края на Втората световна война е командир на тридесет и първи пехотен варненски полк. Под неговото ръководство 31 пех. полк участва в контраатаката при Чекел и Надбайом и в отбранителните действия при Кишбайом – северозападно от р. Драва. Полкът участва в Мурската операция, като пробива противниковата позиция при Надбайом, Кишбайом, Харомфа, преминава укрепената линия „Маргит“, форсира канала „Принципалис“ и р. Мур, води боеве при с. Подтурен и пробива укрепената позиция „Ястребци“.
След войната е началник на пехотния отдел към Щаба на войската (1946) и началник на катедра във Военната академия (1947). Командир на пета пехотна дунавска дивизия от 1947 г. До 1956 г. е началник на факултет във Военната академия. През 1957 г. публикува спомени, озаглавени „Силистренци в Отечествената война 1944 – 1945 г.“.
Награждаван е с орден „За храброст“, IV, 1 клас и III степен, съветския орден „Александър Невски“ – 2 клас и орден „На унгарската свобода“ – сребърен.

## Памет
На полковник Никола Ботев е наречена улица в квартал „Бояна“ в София (Карта).

## Военни звания
- Подпоручик (4 октомври 1920)
- Поручик (27 ноември 1923)
- Капитан (31 октомври 1930)
- Майор (3 октомври 1938)
- Подполковник (3 октомври 1942)
- Полковник (1944)